# Dasythemis essequiba
Dasythemis essequiba, popularmente conhecida como lava-bunda e lavadeira, é uma espécie de artrópode odonato, mais especificamente de libélula, pertencente à família dos libelulídeos (Libellulidae).

## Etimologia
O nome vernáculo libélula deriva do latim científico libellula, diminutivo do latim clássico libēlla, -ae, com o sentido de "prumo", "nível" ou "moeda de prata", por sua vez derivado do diminutivo de libra, -ae, que significa "balança". O nome faz alusão ao voo do inseto, que se mantém equilibrado no ar, pairando. Foi registrado em 1899 sob a forma libéllula.

## Taxonomia e sistemática
Dasythemis essequiba foi descrito pela primeira vez em 1919 por Friedrich Ris na publicação Neue Libellen des Deutschen Entomologischen Museums in Berlin.

## Distribuição e habitat
Dasythemis essequiba é amplamente distribuída no escudo das Guianas (Guiana, Suriname e Guiana Francesa), Peru e no Brasil nos estados do Amazonas, Bahia, Maranhão, Pará e São Paulo, nos biomas da Mata Atlântica e Amazônia. Em termos hidrográficos, ocorre na sub-bacia do Contas, do Grande, do Gurupi, do Itapecuru, do Madeira e do Baixo Tocantins. Seu habitat é pouco compreendido. OS adultos do gênero foram vistos pousando em galhos e vegetação em lagoas e pântanos ou em clareiras de estradas e campos parcialmente sombreados.

## Ecologia
A larva de Dasythemis essequiba é desconhecida.

## Conservação
A União Internacional para a Conservação da Natureza (UICN) classifica Dasythemis essequiba como pouco preocupante (LC), pois a espécie tem ampla distribuição (estima-se área de ocorrência de 5 451 327 quilômetros quadrados), não há grandes ameaças conhecidas que afetem sua população e está presente em algumas áreas de conservação. O tamanho total de sua população é incerto, mas em comunicação pessoal Minot comentou ter observado várias vezes indivíduos da espécie no interior da Guiana Francesa, mas que se trata de uma espécie rara no litoral. Em 2018, foi classificada como pouco preocupante (LC) no Livro Vermelho da Fauna Brasileira Ameaçada de Extinção do Instituto Chico Mendes de Conservação da Biodiversidade (ICMBio). No Brasil, embora sua população ocorra de maneira disjunta, não há impactos que afetem todas as suas subpopulações e restam áreas naturais onde pode ocorrer.